# پرواز ۹۸۱ فلای‌دبی
پرواز ۹۸۱ فلای‌دبی (FZ981/FDB981) یک پرواز بین‌المللی برنامه‌ریزی شده‌بود که از مبدأ شهر دبی در امارات متحده عربی، به روستوف-نا-دونو در روسیه عازم بود. در ۱۹ مارس ۲۰۱۶ میلادی، هواپیمای بوئینگ ۷۳۷ نسل بعدی در فرودگاه روستوف‌ان‌دون دو تلاش ناموفق برای فرود داشت و پس از اولین تلاش ناموفق خلبانان برای فرود، این هواپیمای مسافربری دو ساعت در آسمان روسیه چرخید. در دومین تلاش خلبانان برای فرود در ساعت ۳:۵۰ بامداد به وقت محلی، بال هواپیما در ۲۵۰ متری ابتدای باند به سطح فرودگاه برخورد کرد و هواپیما متلاشی و تکه‌تکه شد. همهٔ ۶۲ سرنشین این هواپیما کشته‌شدند.
این سانحه، تنها حادثهٔ هوایی مرگبار تاریخ هوانوردی امارات در طول عمر صنعت هواپیمایی است.

## پیشینه

### خلبانان
خلبان یک ۳۸ ساله این پرواز آریستوس سوکراتوس، اهل قبرس بود. او در مجموع ۵۹۶۵ ساعت پرواز داشت، و با ۵۰۰۰ ساعت پرواز خلبان یک فلای دوبی شد. سوکراتوس درست یک‌سال و نیم پیش از سقوط هواپیمایش ارتقا گرفته و کاپیتان اول شده بود. درست پیش از پرواز او موفق به پیشنهاد کاری از رایان‌ایر گرفته بود و قرار بود به این شرکت برود تا در کنار خانواده‌اش در قبرس زندگی کند. همسرش تا چند هفته پس از سقوط قرار است اولین فرزندش را به دنیا بیاورد.>
کمک خلبان ۳۷ ساله این پرواز آلخاندرو کروز آلاوا اسپانیایی بود. و سابقه ۶۷۶۹ ساعت پرواز را در کارنامه خود داشت. و درست دو سال پیش از سقوط در فلای‌دوبی استخدام شده بود و پیش از آن سابقه کار در دو خط اسپانیایی بینتر و نایاسا.
هر دو خلبان سابقه پرواز به روستوف-نا-دونو را نداشتند.

## مسافران و خدمه
| ملیت      | مسافر | خدمه |
| --------- | ----- | ---- |
| روسیه     | ۴۴    | ۱    |
| اوکراین   | ۸     | ۰    |
| هند       | ۲     | ۰    |
| ازبکستان  | ۱     | ۰    |
| اسپانیا   | ۰     | ۲    |
| کلمبیا    | ۰     | ۱    |
| قبرس      | ۰     | ۱    |
| قرقیزستان | ۰     | ۱    |
| سیشل      | ۰     | ۱    |
| مجموع     | ۵۵    | ۷    |

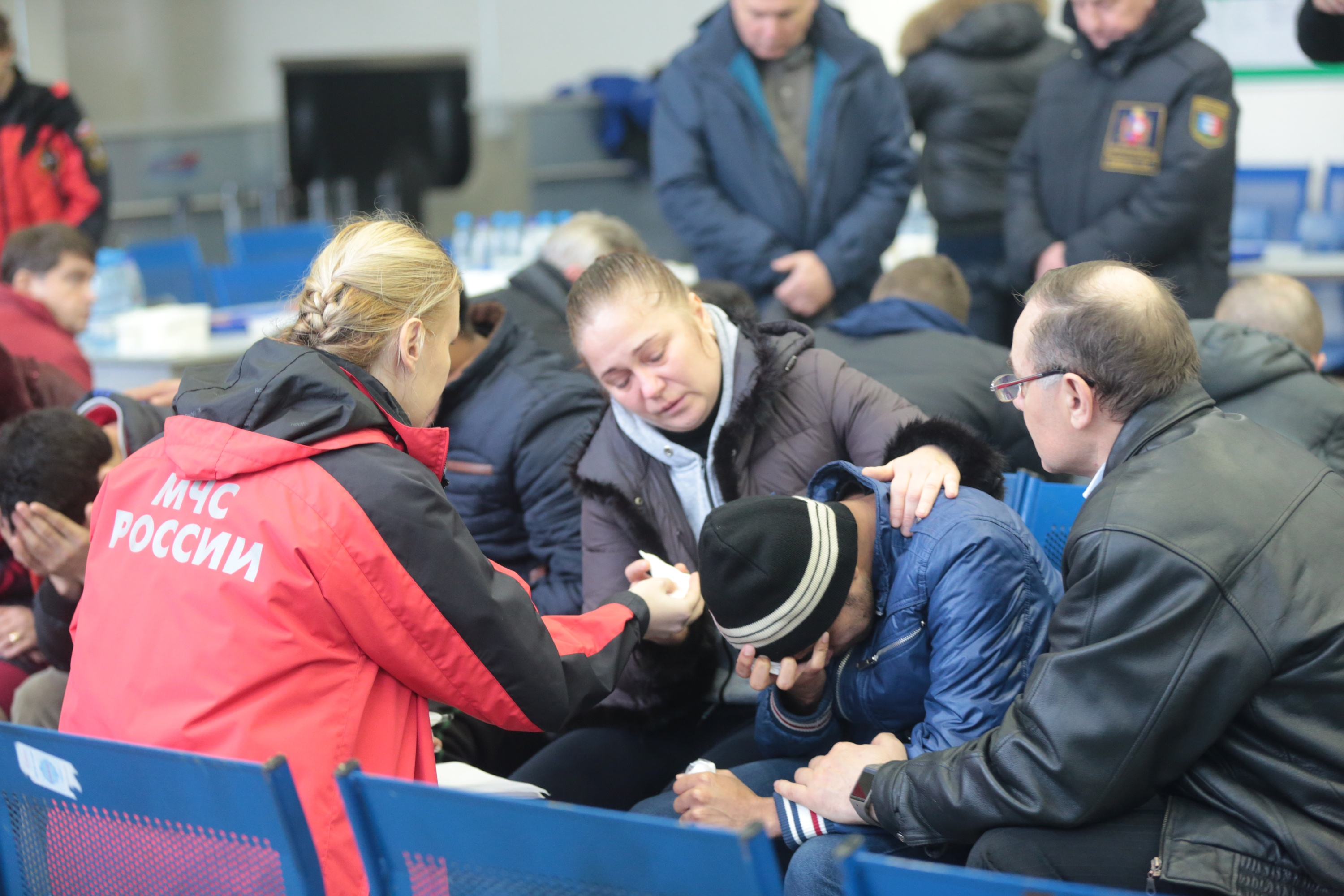
بستگان جانباختگان در فرودگاه روستوف-نا-دونو،روستوف،روسیه

همهٔ ۶۲ سرنشین این پرواز، شامل ۵۵ مسافر و ۷ خدمه، در این سانحه جانباختند.
۴۴مسافران سانحه شهروندان روسیه بودند و ۳۴ تن از آن‌ها، گردشگران یک تور چارتر ایرانی-اماراتی بودند که از استان روستوف شروع و پس از یک هفته تفریح روسها در دبی، ابوظبی، شارجه، فجیره و راس الخیمه به مبدا می گشت. ده تن از مسافران زیر هجده سال بودند.